# Neoamphion
Neoamphion is een kevergeslacht uit de familie van de boktorren (Cerambycidae). De wetenschappelijke naam van het geslacht werd voor het eerst geldig gepubliceerd in 2005 door Monné.

## Soorten
Neoamphion omvat de volgende soorten:
- Neoamphion triangulifer (Aurivillius, 1909)
- Neoamphion vittatum (Reiche, 1839)